# Torsten Müller (Agrarwissenschaftler)
Torsten Müller (* 12. Juli 1961 in Kassel) ist ein deutscher Agrarwissenschaftler an der Universität Hohenheim. Er ist Vorsitzender des Prüfungs- und Zulassungsausschusses des europäischen Master-Studiengangs Organic Agriculture and Food Systems und war Studiendekan der Fakultät Agrarwissenschaften in Hohenheim.

## Leben
Dem Schulbesuch in Kassel schloss sich eine landwirtschaftliche Ausbildung mit erfolgreicher landwirtschaftlicher Praktikantenprüfung 1981 an. Das Studium der Agrarwissenschaften (Studienrichtung Pflanzenproduktion) an der Georg-August-Universität in Göttingen absolvierte Müller ab 1983 mit landwirtschaftlicher Ausbildereignungsprüfung (1986), Abschluss als Diplom Agraringenieur 1989 und Promotion zum Dr. sc agr. 1992.
Es folgte eine Ausbildung zum „European Expert in Environmental Conservation“ beim Environmental Protection Service in Münster (1992–1993); er wurde Assistent und Associate Professor am Laboratorium für Pflanzenernährung und Bodengesundheit der Agrarwissenschaftlichen Fakultät der Königlichen Veterinär- und Landbauhochschule (heute Fakultät für Lebenswissenschaften der Universität Kopenhagen) (1993–2000) und Wissenschaftlicher Mitarbeiter im Fachgebiet Bodenbiologie und Pflanzenernährung, Universität Kassel, Standort Witzenhausen (Ökologische Agrarwissenschaften) (2001–2004); Habilitation (Venia legendi für Plant Nutrition and Soil Science), Universität Kassel (2004).
2004 folgte er dem Ruf als Professor Düngung und Bodenstoffhaushalt (ehemals Düngung mit Bodenchemie) an das Institut für Pflanzenernährung (heute Institut für Kulturpflanzenwissenschaften) der Universität Hohenheim.

## Mitgliedschaften und Engagements
- Deutsche Gesellschaft für Pflanzenernährung (DGP)
- Deutsche Bodenkundliche Gesellschaft (DBG)
- Bundesverband Boden (BVB)
- Danish Soil Science Society (Dansk Forening for Jordbundsvidenskab, DFJ)
- International Union of Soil Sciences (IUSS)
- International Fertiliser Society (IFS)
- International Society of Organic Agriculture Research (ISOFAR)
- German Society for the Investigation of Para-Sciences (GWUP)
- Verband Deutscher Landwirtschaftlicher Untersuchungs- und Forschungsanstalten (VDLUFA)
- Internationales Graduiertenkolleg: Modellierung von Stoffflüssen und Produktionssystemen für eine nachhaltige Ressourcennutzung in intensiven Acker- und Gemüsebausystemen in der nordchinesischen Tiefebene
- Mitglied in der Deutschen Lebens-Rettungs-Gesellschaft (DLRG); seit 1975 ehrenamtlich tätig als Rettungsschwimmer, Sanitäter, Trainer und Ausbilder

## Forschung und Publikationen
Müller steht einerseits in der Forschungstradition der klassischen Pflanzenernährung und Düngungslehre, andererseits versucht er aktuelle Fragen der Nahrungserzeugung bei der zu erwartenden Klimaänderung zu beantworten. Er ist ein vielfach nachgefragter Redner bei agrarwissenschaftlichen Fachkongressen und war Mitglied im Biofector Leitungsgremium; zusammen mit seinen Mitarbeitern hat er in den vergangenen Jahren mehr als 100 Publikationen verfasst.
.